# Heinrich Gottlieb Schellhaffer
 Heinrich Gottlieb Schellhaffer (* 15. Juli 1707 in Leipzig; † 29. September 1757 in Hamburg) war ein deutscher Philosoph, Dichter und Professor der praktischen Philosophie.

## Biografie
Heinrich Gottlieb Schellhaffer wurde als Sohn eines Weinschenks geboren. Aufgrund seiner schon im Kindesalter auffälligen Begabung und der daraus resultierenden Förderung Leipziger Gelehrter gelang es, ihm eine Ausbildung am Johanneum in Hamburg und anschließend am Akademischen Gymnasium zu ermöglichen. Die schnell geknüpfte Freundschaft mit Johann Richey (1706–1738), dem Sohn des bekannten Professors Michael Richey, trug sicher zu Schellhaffers Förderung bei. So konnte er in der Zeit der Ausbildung im Hause des Rektors Hübner wohnen. Nach erfolgreichem Schulabschluss folgte das Studium der Rechte in Leipzig, das Schellhaffer 1728 mit dem Magister und ein Jahr später mit der Promotion abschloss. 1729 trat er in die Leipziger Deutsche Gesellschaft ein. Schellhaffer lehrte fortan in Leipzig als Privatdozent, ab 1738 als Doktor der Rechte. Im Jahre 1742 ergab sich in Hamburg die Möglichkeit, als Professor für praktische Philosophie die Nachfolge von Joachim Dietrich Evers am Akademischen Gymnasium anzutreten. Am 18. Oktober 1742 begann er sein Amt mit einer Rede „de sapiente Stoicorum optimi civis exemplo“. Hier wirkte Schellhaffer dann für die letzten 15 Jahre seines Lebens neben philosophischen Größen wie Michael Richey und Hermann Samuel Reimarus. In dieser Zeit erwarb er sich höchstes Ansehen auch weit über die Hansestadt hinaus. Am 11. Juni 1743 verheiratete sich Schellhaffer mit Theta Catharina Hanneken, der ältesten Tochter des bekannten Hamburger Arztes Meno Hanneken. Sein plötzlicher Tod wurde unter den zeitgenössischen Gelehrten allgemein bedauert: Am 29. September 1757 starb Schellhaffer in Hamburg an einem Schlaganfall.

## Wirken und Bedeutung
Die vielseitige Ausbildung Schellhaffers, die vielseitigen Beziehungen und das prägende Umfeld zweier bedeutender Städte führten zur Entwicklung einer besonders kompetenten Persönlichkeit, die auf die schwierige Situation der Zeit der Aufklärung sensibel reagierte. Die eigentliche Zeit von Schellhaffers Wirken begann erst in Hamburg. Zugute kam ihm natürlich, dass er dort schon als Jugendlicher lebte, die Verhältnisse kannte und mit seinen reichen Erfahrungen aus der Leipziger Zeit sogleich Fuß fassen konnte. Das hauptsächliche Fachgebiet Schellhaffers, die Rhetorik, machte ihn zum wichtigsten Lieferanten von Redetexten für prominente Anlässe des Senats der Hansestadt. Hier wirkte er in enger Verbundenheit mit namhaften Hamburgischen Persönlichkeiten wie den Syndici Petrus Amsingk und Jacob Schuback. Am Akademischen Gymnasium distanzierte sich Schellhaffer deutlich vom religionskritischen Denken Reimarus’ und versuchte in seiner Theologie einen Mittelweg zwischen lutherischer Orthodoxie und Rationalismus einzuschlagen. Als Beleg hierfür kann seine Schrift „Beweis, dass es besser sei, die Ehre Gottes aus der Betrachtung der Heilsordnung, als aus der Betrachtung der Natur zu verherrlichen“ dienen. Hier kam ihm die Zusammenarbeit mit Georg Philipp Telemann zugute, der am Johanneum als Musikdirektor wirkte und für den Schellhaffer auch als Textdichter arbeitete. Später dehnte er diese Tätigkeit auch über Hamburg hinaus aus, so schrieb er u. a. auch für Adolph Carl Kuntzen am Mecklenburgischen Hof. Das Erleben der kirchenmusikalischen Tätigkeit von Johann Sebastian Bach in Leipzig wird in diesem Zusammenhang nicht ohne Bedeutung gewesen sein. Seine Schüler haben die große pädagogische Qualität Schellhaffers stets betont. Zu nennen wäre Heinrich Julius Tode, der wie sein Lehrer später als Textdichter für den Mecklenburgischen Hof tätig wurde. Mit dem Wechsel der allgemeinen Denkweise im Zuge der Romantik geriet das Wirken Schellhaffers, wie das vieler seiner Zeitgenossen, weitgehend in Vergessenheit.

## Werke (Auswahl)
- Dissertation  de indole legis permittentis sive principio actionem licitarum. Leipzig 1729
- Disputation Inaug. Meditationes de origine ac fonte juris circa mulieres diversi. Leipzig 1738
- Beweis, dass es besser sei, die Ehre Gottes aus der Betrachtung der Heilsordnung, als aus der Betrachtung der Natur zu verherrlichen, in: Hamburgische Vermischte Bibliothek Bd. 2 (1744), S. 242–259 (Hamburger Berichte 1744 S. 365f.)
- Oden und Gedichte, in den „Oden und Cantaten der Deutschen Gesellschaft zu Leipzig“, Bd. 2, S. 502ff. und 529 ff.
- Heilig, Heilig ist Gott, Textbuch zum Weiheoratorium der Hamburger St. Trinitatis-Kirche zu St. Georg, vertont von Georg Philipp Telemann (1747) (TWV 2:6)
- Die Freude der Schäfer, Kantate zum Geburtstag von Herzog Christian Ludwig zu Mecklenburg, vertont von Adolph Carl Kuntzen (1750)
- Sätze der Redekunst, gedruckt bei Piscator, Hamburg 1760 (posthum herausgegeben)